# Streifenfarngewächse
Die Streifenfarngewächse (Aspleniaceae) sind eine Familie der Abteilung der Farne (Polypodiophyta).

## Merkmale
Ihren Namen haben die Streifenfarngewächse wegen der in Streifen oder Strichen entlang der Längsnerven der Blätter angeordneten Sori bekommen. Die Sporen sind stets bohnenförmig. Einige Arten vermehren sich allerdings nicht ausschließlich über Sporen, sondern auch vegetativ durch Brutknospen.
Die meisten Streifenfarngewächse haben relativ wenig gegliederte, ungefiederte oder nur einfach gefiederte Blätter. Die Blattspreite ist auch bei den tropischen Vertretern oft recht derb. Die Größe der Blätter ist sehr unterschiedlich (zwischen einigen Zentimetern und 2 Metern), die meisten Arten sind allerdings relativ klein.

## Vorkommen

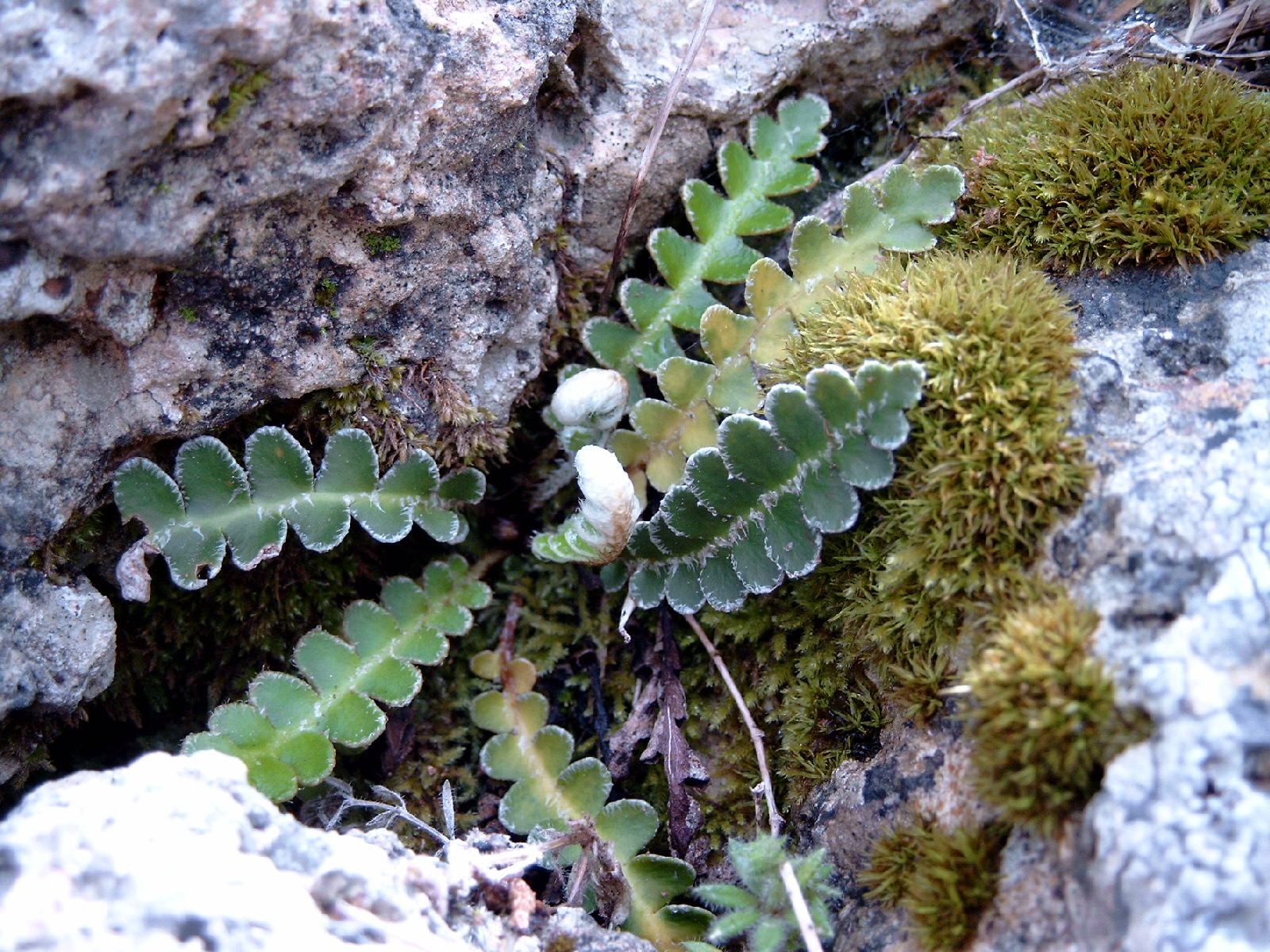
Milzfarn (Asplenium ceterach)

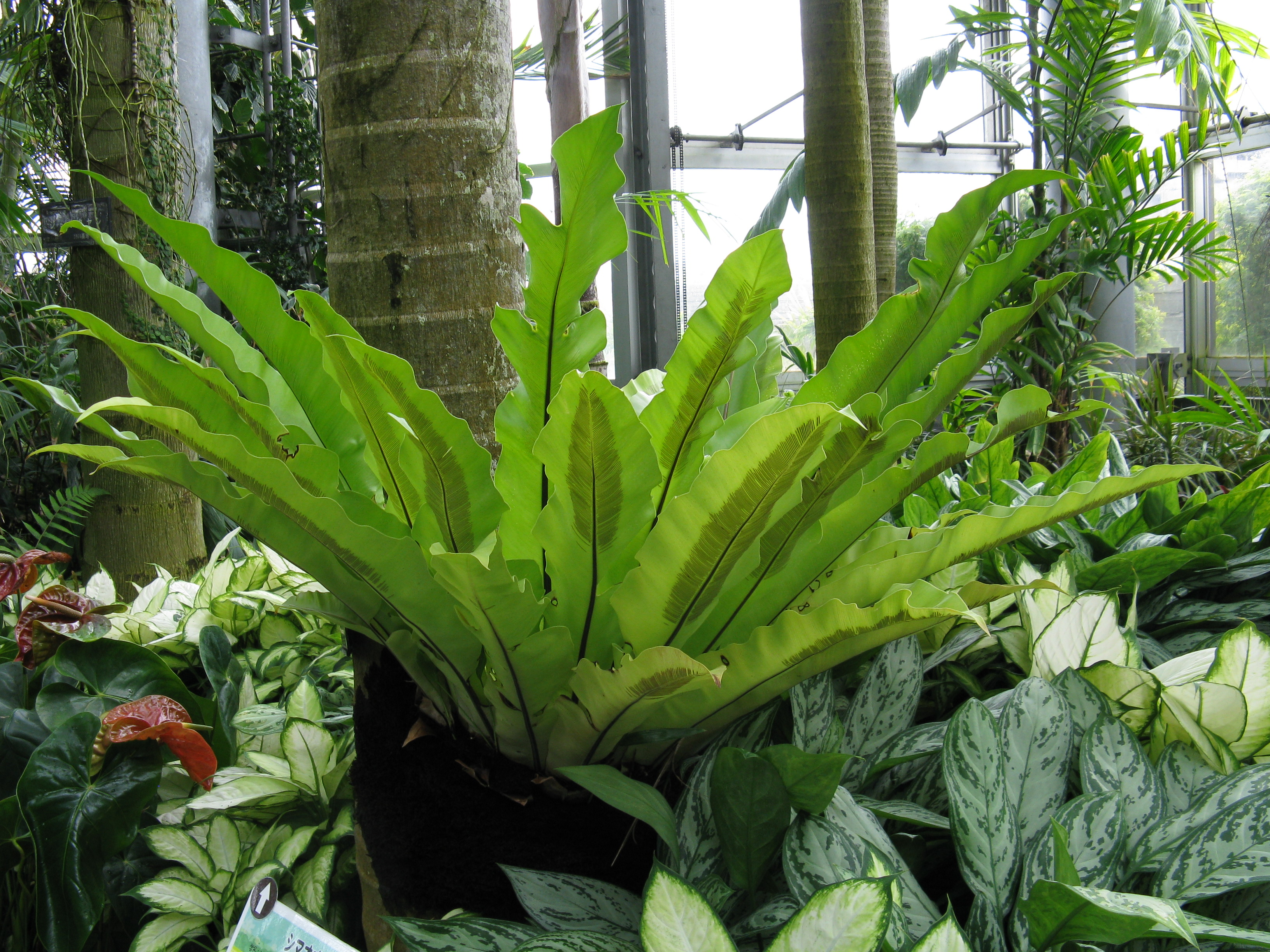
Nestfarn (Asplenium nidus)

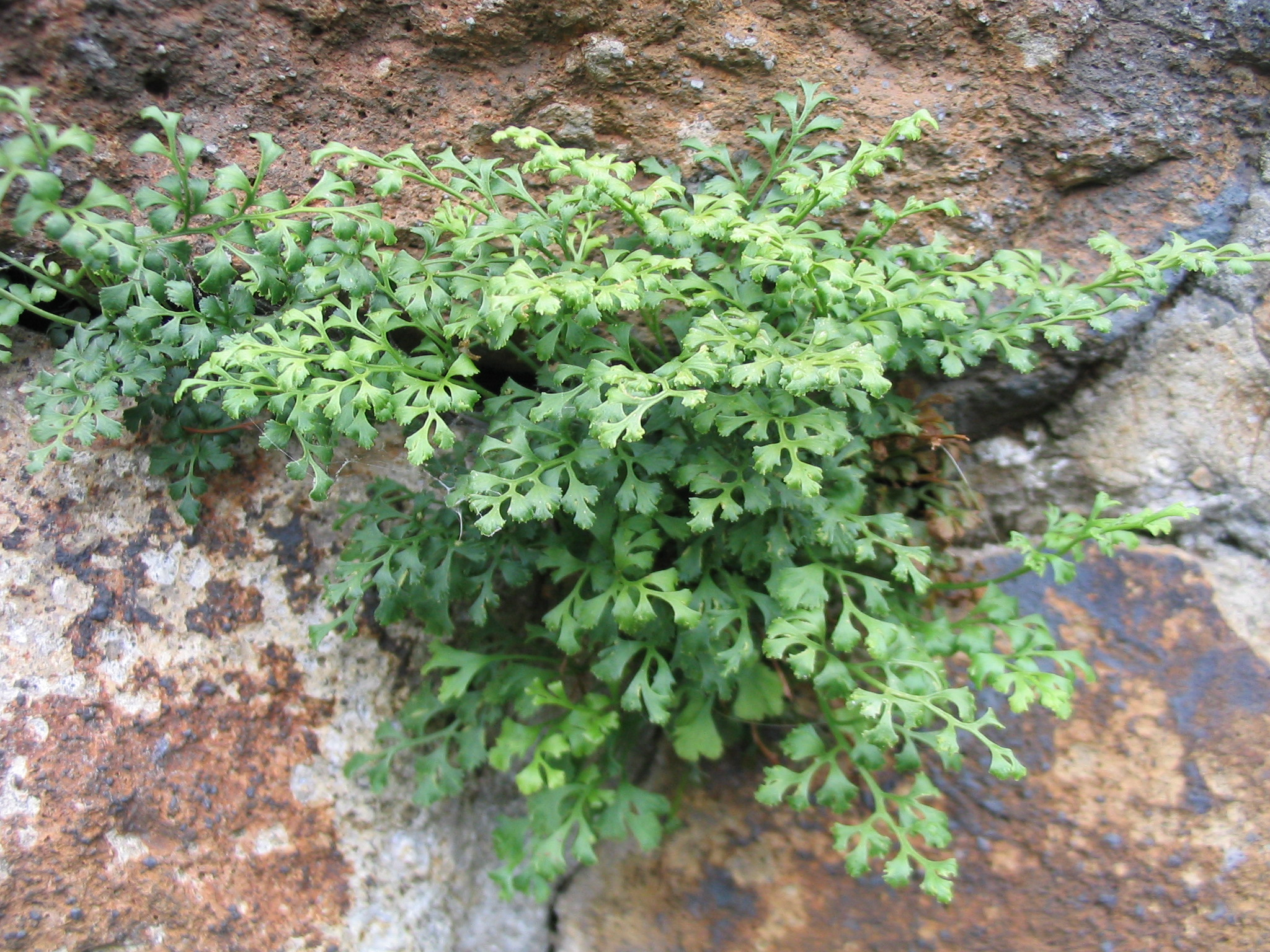
Mauerraute (Asplenium ruta-muraria)

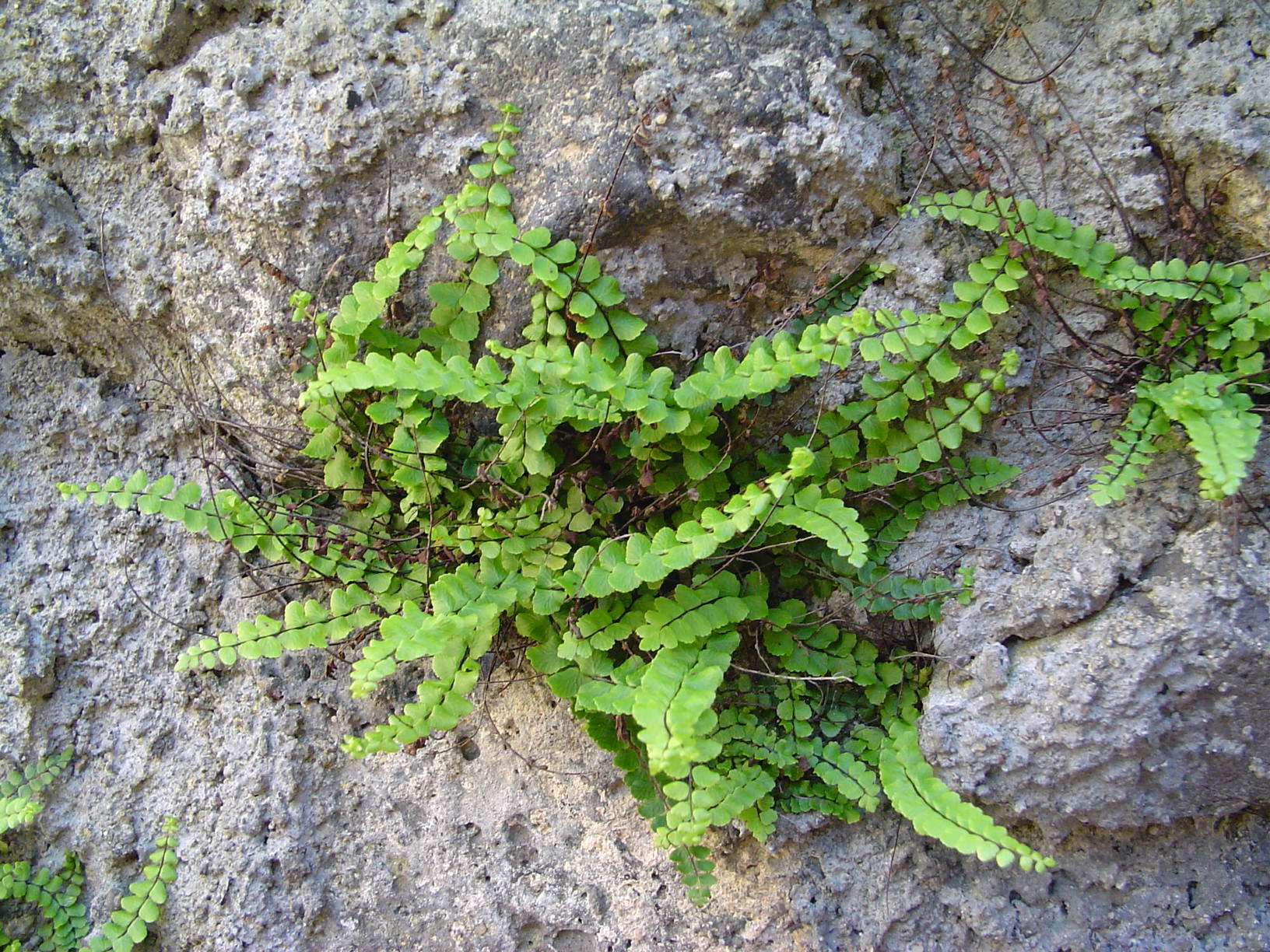
Braunstieliger Streifenfarn (Asplenium trichomanes)

Die meisten Streifenfarngewächse leben in den Tropen. Verglichen mit anderen Farngruppen findet man jedoch auch relativ viele Vertreter in den gemäßigten oder kühleren Breiten.
Es handelt sich überwiegend um ausdauernde epiphytische oder auf Felsen lebende Pflanzen.

## Systematik
Von den 700 Arten kommen in Europa 22 vor, in Deutschland 12. Damit ist diese Familie in Europa die artenreichste Farnfamilie.
Je nach Auffassung einzelner Autoren umfasst die Familie 1 bis 10 Gattungen, wobei allerdings rund 95 % der Arten zur Gattung Streifenfarne (Asplenium) gehören:
- Streifenfarne (Asplenium L.)

Die Gattung Hymenasplenium Hayata hat eine andere Chromosomenzahl und andere Wurzelmerkmale, weshalb sie als Schwestergruppe aller anderen (s. u.) angesehen und der Gattungscharakter nicht angezweifelt wird.
Smith et al. (2006) nehmen an, dass folgende Gattungen in Asplenium integriert werden müssten:
- Antigramma C. Presl
- Camptosorus Link
- Ceterach Willd.
- Diellia Brackenr.
- Holodictyum Maxon
- Loxoscaphe T. Moore
- Phyllitis Hill
- Pleurosorus Fée
- Schaffneria Fée ex T. Moore
- Sinephropteris Mickel
- Thamnopteris C. Presl